# Marcelo Régulo Lafuente Ortega
Marcelo Régulo Lafuente Ortega (Xerès, 16 de juny de 1968) és un exfutbolista andalús, que ocupava la posició de davanter.

## Trajectòria
Debuta a primera divisió a la campanya 88/89, amb el Cadis CF. En eixa temporada, tot i disputar només 8 partits, set de suplent, hi marca dos gols. Aquesta efectivitat, però, no li val més minuts i durant les dues campanyes següents continuaria sent suplent al Cádiz. En total, sumaria 4 gols en 36 partits.
Entre 1991 i 1993 recala al Xerez CD, de la Segona Divisió B.